# Club Deportivo Elemental Grupo Alega Cantabria
El Club Deportivo Elemental Grupo Alega Cantabria, oficialmente denominado Club Deportivo Elemental Estela de Cantabria  hasta 2023, es un equipo español de baloncesto con sede en Torrelavega (Cantabria) desde su traslado en 2020.
Fue fundado en 1999 en la ciudad de Santander y compite en la Primera FEB desde su ascenso en 2022. El club mantiene acuerdos de colaboración con el Pas Piélagos y La Paz Torrelavega.

## Historia
El Club Deportivo Elemental Grupo Alega Cantabria es actualmente el máximo representante del baloncesto cántabro. Se trata del cuarto club de Cantabria que logró competir en una categoría nacional, tras el Cantabria Lobos (que llegó a la Liga ACB en 1997), el Pas Piélagos y el Canteras La Verde-Calasanz.

### Fundación
El club se fundó en el año 1999 en el Bar Potes del barrio de Los Ríos, en Santander (España). Un grupo de amigos (Alberto Navarro, Antonio Salado, Pedro Luis, Iván Amo e Íñigo Murciano) vio la necesidad de impulsar el baloncesto en Santander y escogió el nombre de «Estela» por ser un símbolo representativo de Cantabria.  
Desde 2002, estuvo vinculado a la Universidad de Cantabria. En sus inicios, el equipo militó en las categorías del baloncesto cántabro hasta que en el año 2008 logró el ascenso a la Liga EBA.

### Ascenso a competición nacional (Liga EBA)
En el año 2008, el equipo logró el ascenso a Liga EBA, en una fase de ascenso organizada en el Polideportivo de Landazuri de Vitoria, tras varias temporadas participando en competiciones regionales de Cantabria. En dicho periodo, el primer equipo llegó a disputar hasta cuatro fases de ascenso a Liga EBA. 
En dicha fase de ascenso, participaron los equipos de C. D. La Paz Torrelavega, Club Xuventude Baloncesto, Arraberi Basket Club, como club anfitrión, y el propio Estela. Durante el torneo, se disputaron las dos plazas de ascenso, siendo ambas para Cantabria, con La Paz Torrelavega como primero y el C. D. Estela como segundo. 
La primera temporada de la historia del equipo en Liga EBA, el equipo la finaliza como sexto clasificado, en una temporada en la que ocupó puestos de ascenso hasta el último partido de Liga. Cuatro derrotas consecutivas al final de la temporada, impidieron a los cántabros acceder a su primera fase de ascenso a LEB Plata. En esta primera campaña, el equipo ostentó algunos de los mejores guarismos del curso, encadenando hasta siete victorias consecutivas. Pero los problemas económicos que acució el equipo durante la primera temporada acabaron afectando al rendimiento deportivo del equipo. 
La siguiente temporada, la 2009-2010, se formó un equipo joven con varios cántabros como protagonistas. Jorge León (pívot) regresó a Cantabria después de una década fuera de ella, siendo uno de los mejores jugadores LEB Plata y Liga EBA, para ser la gran referencia del equipo. Jacobo Odriozola, que a final de la temporada anunció su retirada del baloncesto profesional, fue otra de las figuras que se sumó al proyecto. Club Deportivo Estela logró pasar a la segunda fase de la competición, luchando hasta la penúltima jornada por el ascenso a LEB Plata. Durante la temporada, su entrenador, Chisco Marañón, anunció su retirada temporal del baloncesto por un problema de salud. Le sustituyó en el cargo el entrenador del filial, Joaquín Romano. 
En la temporada 2010/2011, el equipo se mantuvo entre los tres primeros del Grupo Norte de Liga EBA y consiguió jugar su primera fase de ascenso a LEB Plata. Por vez primera, dada las limitaciones presupuestarias, el equipo acude al mercado extranjero para completar la plantilla. Entre las incorporaciones, destacó la llegada de Mohamed Tangara, internacional por Malí y formado en la prestigiosa Universidad de Arizona. Tras firmar su mejor temporada en Liga EBA hasta el momento, el Estela se preinscribe en LEB Plata el 9 de julio de 2011. Sin embargo, un mes después, el club comunicó que renunciaba a dicha categoría por no disponer ni del aval ni del presupuesto requerido para competir. 
El siguiente curso, la temporada 2011/2012, comenzó con el anuncio del regreso a Cantabria del jugador profesional Alberto Miguel. Además, se renovó en bloque a todo el grupo que firmó la mejor temporada de la historia en Liga EBA. El equipo encadenó 9 victorias consecutivas en el arranque de temporada, pero en diciembre, los problemas económicos que pusieron en riesgo de liquidación al club cántabro, hicieron que la junta directiva diera la carta de libertad a Nacho Díaz, Toni Lorenzo, Xabi Gómez y el propio Alberto Miguel. Pese a dicha situación, el equipo finaliza segundo en liga regular, disputando por segunda temporada consecutiva las eliminatorias de ascenso a LEB Plata.
En la temporada 2012/13, el club confecciona un equipo joven mezclado con experiencia, en donde destacan los regresos de varios jugadores importantes, destacando la del MVP, Álvaro Lombera. Una mala primera vuelta (3 triunfos y 8 derrotas) alejó al equipo santanderino de la fase de ascenso a LEB Plata. En el mes de diciembre de 2012 el C. D. Estela y hasta entonces su primer entrenador Joaquín Romano llegaban a un acuerdo para dar por terminada su vinculación contractual.
La mala situación deportiva y económica del club, sumada a la mala reputación del club en esos momentos, dificulta la búsqueda de un entrenador, e Iván Amo se ve forzado en incorporar a un entrenador sin ninguna experiencia en competición nacional, Alberto Sáez Vela, llegado desde Cáceres. El C. D. Estela no reaccionó hasta la última jornada de la primera vuelta, en donde, el equipo santanderino puso punto y final a su trayectoria negativa más larga en sus primeros cinco años en Liga EBA. La segunda vuelta no pudo empezar mejor, con cuatro triunfos en las primeras cinco jornadas que acercaron a los cántabros a lograr la permanencia.
En la temporada 2013/14, la Junta Directiva apostó por un técnico de gran experiencia en el baloncesto nacional (ACB, LEB y LEB Plata), el torrelaveguense Dani García, que regresó a una competición nacional de la mano del C. D. Estela. La temporada fue de menos a más, pese a los diferentes contratiempos surgidos en modo de lesiones, bajas y problemas económicos. El equipo cántabro acabó cumpliendo el objetivo de la permanencia sin problemas, terminando sexto en la tabla. 
El club cántabro registró en su sexta temporada consecutiva en la Liga EBA, un destacado crecimiento social ya que durante la segunda vuelta se registró una entrada media de más de 1200 personas en cada encuentro, tan solo superado por el Real Racing Club en número de personas en un evento deportivo cántabro. El derbi de baloncesto entre el Estela y Pas Piélagos, registró una afluencia de más de 2500 personas, cifra que solo fue superada ese fin de semana por los partidos de la Liga ACB.
En el mes de abril de 2014, en la Junta General del C. D. Estela de Cantabria, llevada a cabo en el Hotel Palacio del Mar, los socios solicitaron a Iván Amo su dimisión como presidente, y lograron la modificación de la Junta Directiva, con el objetivo de seguir creciendo a nivel deportivo y social. En esa junta, se nombró como presidente a Samuel Romeo, vinculado al sector de la construcción y hostelería, y se anunció la llegada de inversores cántabros para ascender al primer equipo a LEB. Iván Amo pasó a ser el responsable técnico deportivo. En octubre de 2014, en una junta general extraordinaria, y con el club al borde de la desaparición, los socios nombraron al economista Alfonso Bringas como nuevo presidente de la entidad cántabra para dirigir la posible liquidación voluntaria de la entidad y hacer frente a todas las deudas generadas. 
Después de una temporada de bastantes sobresaltos, la llegada del jugador americano T. J. Robinson, consiguió enderezar el rumbo deportivo del equipo santanderino, para acabar la temporada en cuarto lugar de la clasificación, llegando a la jornada final de la competición con opciones de clasificación para la fase de ascenso a la LEB Plata, que finalmente no se consiguió ya que la victoria de Megacalzado Ardoi de Navarra en su encuentro impedía que los cántabros ascendieran a dicha plaza de privilegio.
En el mes de julio de 2015, Alfonso Bringas cumple con su palabra y presentó su dimisión tras dar una importante estabilidad en el área social-económico, tras una brillante gestión que evita la liquidación del club. Un importante número de socios abandonan el club, y se nombra a Iván Amo como presidente ante la falta de candidatos. En esta nueva etapa de Iván Amo, se incorpora a la directiva Iván Cáliz, delegado regional de una agencia de viajes, y también la primera mujer Directiva del club, que además asume diferentes cargos de gestión, Mercedes García Parte. Con la vuelta de Iván Amo, el entrenador del primer equipo Dani García presentó su dimisión en el mismo mes de julio, y se despidió de los aficionados, en una entrevista exclusiva de radio concedida a Víctor Herrero, donde criticó duramente la gestión de Amo en la campaña 2014/15.
En la temporada 2015/2016, La nueva junta directiva deposita su confianza en Chisco Marañón, el entrenador que logró el ascenso del C. D. Estela a Liga EBA en el año 2008. El club realizó una renovación en su plantilla, en donde, tan solo continuaron dos jugadores de la pasada temporada (Enrique Rivas y Sergio García). Además, el club recibió en esta nueva etapa el patrocinio oficial de Igualatorio Cantabria, y de otras empresas importantes de la región como Ascán o Panusa. El equipo cántabro se quedó a las puertas de entrar a la Fase de Ascenso, y finalizó en tercera posición con un balance de 19 victorias y 7 derrotas.
La directiva decidió no renovar a Chisco Marañón tras no cumplir objetivos, y el club cántabro ficha a Rafa Pueyo, ex primer entrenador del Bilbao Basket en la Liga ACB, y vinculado a Cantabria desde el año 2016. El club inició un nuevo proyecto deportivo, que cuenta con el fichaje estrella del internacional Tomáš Hampl. El equipo cántabro comenzó la temporada ganando los primeros 15 partidos oficiales de Liga EBA, y llegó a ser el único equipo en competición nacional de España que no conocía la derrota hasta el 11 de febrero de 2017, cuando perdió su imbatibilidad en el derbi cántabro ante Cantbasket 04,  cayendo derrotado por 62-74.
El 8 de abril de 2017 se proclamó, por primera vez en su historia, campeón del subgrupo A-A de la Liga EBA, después de vencer, en la Jornada número 24, al Club Baloncesto Easo por 70-77 en el Pabellón de Bidebieta. En el cruce de campeones, el C. D. Estela se proclamó Campeón del Grupo A de la Liga EBA, tras ganar al Club Baloncesto Chantada en la prórroga por 79-75, dando derecho al equipo entrenado por Rafa Pueyo a organizar la Fase de Ascenso a LEB Plata, por primera vez en la historia del club. 
Dicha fase de ascenso se materializó en el Palacio de los Deportes de Santander durante los días 19, 20 y 21 de mayo de 2017 donde el equipo santanderino derrotó al filial del Valencia Basket de la Liga ACB y al Basquet Mollet, pero la derrota en la tercera jornada ante el histórico Real Canoe (54-63), impidió a los de Rafa Pueyo lograr el ascenso a la LEB Plata. El Igualatorio Cantabria Estela acabó siendo el quinto mejor equipo de España de la Liga EBA, quedándose a las puertas del ascenso entre más de 100 participantes.
En la temporada 2017/18, el equipo santanderino volvió a terminar líder de la clasificación del Grupo A-A (28 victorias y 2 derrotas), empatado con el Zornotza Saskibaloi Taldea, que fue incluido en la Liga EBA a mediados del mes de septiembre por la Federación Española de Baloncesto tras no ser admitido en la LEB Plata por presentar fuera de plazo la documentación exigida. Los de Rafa Pueyo perdieron el duelo de campeones ante el Club Marin PeixeGalego por 73-66, y disputaron su cuarta fase de ascenso a LEB Plata en Almansa, donde comenzaron ganando por 75-71 al CAM Enrique Soler, pero las derrotas ante el C. B. Vic (67-78) y C. B. Almansa (87-79), les impidieron lograr el ascenso deportivo.
La llegada de Jesús Fernández López a la Junta Directiva, ejecutivo de una de las mayores empresas de logística y comercio de materias primas del mundo supone dar al club una mayor estabilidad deportiva y económica. En el mes de enero de 2017 el club presentó su himno oficial y también estrenó un nuevo escudo, acorde a los tiempos y a la nueva e ilusionante etapa que se abrió en el club.

### LEB Plata
El Club Deportivo Estela vuelve a situar a Cantabria en el mapa del baloncesto en la temporada 2018/19, diez años después, los mismos que el club santanderino compitió en la Liga EBA, en la que luchó por el difícil ascenso hasta en cuatro ocasiones. La remodelación de la LEB Plata, que pasó a dividirse en dos grupos (este y oeste), abre las puertas a la afición cántabra a soñar con acercarse a la élite del baloncesto español.
El martes día 3 de julio, el club formalizó correctamente todos los requisitos exigidos por la Federación Española de Baloncesto (aval de 54.000 euros y cuota de inscripción de 17.500 euros) para optar a una de las ocho plazas de la LEB Plata 2018/2019 que había vacantes, debido al nuevo sistema de competición que aprobó la Asamblea General a comienzos del mes de junio, en el que se decidió ampliar la liga de 16 a 24 equipos (dividiéndose en dos grupos de 12 en función de criterios geográficos, este-oeste). La FEB determinó las ocho plazas según teniendo en cuenta criterios deportivos, económicos y geográficos. El 11 de julio, la Comisión Delegada de la Federación Española de Baloncesto se reunía para dar la conformidad a las inscripciones de los equipos para las competiciones nacionales, excepto la Liga ACB, de la temporada 2018/19.
Una semana de larga espera y mucha ilusión que terminó con el visto bueno de la máxima entidad del baloncesto español al proyecto cántabro, destacado por ser «sólido y de futuro». Rafa Pueyo regresa a Bilbao para ser el director deportivo del equipo vasco en la LEB Oro, y el club santanderino ficha al entrenador Iñaki Merino, que fue cesado en la primera jornada, e incorpora posteriormente a David Mangas, con una amplia experiencia en la LEB Plata. La primera victoria oficial en competición profesional fue en el Pabellón Ángel Nieto de Zamora el día 14 de octubre de 2018, en donde, el equipo santanderino ganó al Aquimisa Laboratorios por 67-70. 
Durante esta primera temporada en la competición profesional, el conjunto santanderino aseguró su permanencia con solvencia clasificándose para la fase de lucha por el Ascenso a la LEB Oro, lo que se consideró un éxito en el seno del club. Pero una segunda vuelta plagada de lesiones, donde la mala suerte hizo mella, causó un balance de dos victorias y diez derrotas que dejó al Club Deportivo Estela en la undécima posición final.
El jueves 24 de octubre de 2019, el presidente y fundador del club, Iván Amo presenta su dimisión, junto con el vicepresidente Iván Cáliz y la vocal de la junta directiva, Mercedes García Parte, por desavenencias con el grupo inversor que entró en la entidad cántabra el 19 de junio de 2018, principalmente con el vocal y director general del club Javier Peña Díaz de Entresotos, que a lo largo del verano del 2019 decide realizar una profunda renovación en el organigrama del club. El club hace pública la dimisión de Iván Amo e Iván Cáliz el sábado 26 de octubre antes del encuentro que disputaba el primer equipo ante el CB Marbella. La junta directiva elige como presidente al abogado Ulises Corona como presidente. El 29 de octubre, la Peña Estela Basket 1999 presidida por Michi Ortega anuncia que el grupo de voluntarios deja de colaborar con el club por los acontecimientos sucedidos de la obligada dimisión del presidente y vicepresidente. 
El 3 de marzo de 2020 el Club Deportivo Estela anunció mediante un comunicado institucional que su primer equipo disputará el resto de partidos de esta temporada en el Pabellón Vicente Trueba de Torrelavega. El fundador y expresidente Iván Amo se opuso a esta decisión. Al principio de la temporada 2019/20 se firmó un acuerdo de vinculación con el club local, el CBT Torrelavega. 
La temporada deportiva 2019/20, que fue suspendida por la epidemia Covid-19, el primer equipo finaliza la primera fase de competición en segunda posición, con un balance de 13 victorias y 9 derrotas, lo que permite al conjunto dirigido por David Mangas clasificarse, por segundo año consecutivo, al grupo de ascenso a la LEB Oro. Tras la última jornada disputada antes de la suspensión de la competición (8 de marzo de 2020), el Club Deportivo Estela ocupaba el sexto puesto del grupo de ascenso, con un balance de seis victorias y siete derrotas. 
El 16 de julio de 2020, en la Asamblea General Ordinaria celebrada en la Casa del Deporte de La Albericia (Santander) se votó, con cuatro votos a favor, dos en contra y una abstención, el traslado de la sede social del Club Deportivo Estela a Torrelavega. 
El 13 de agosto de 2020 se presentó en el Ayuntamiento de Torrelavega el traslado del Club Deportivo Estela a la capital del Besaya. En la rueda de prensa se presentó el nuevo escudo (el tercero en la historia del club) en el que aparece la palabra «Cantabria», los colores de Torrelavega y Cantabria, y una imagen vectorizada del histórico ascenso del desaparecido Cantabria Lobos a la Liga ACB. También se presentó el nuevo nombre del equipo en competición, llamado Grupo Alega Cantabria. La palabra «Estela» desapareció desde ese momento de la identidad del club, siendo retirado de la página web y redes sociales.
En 2022 logró el ascenso a la LEB Oro tras proclamarse campeón de liga y vencer en la eliminatoria al Albacete Basket.

### LEB Oro y Primera FEB
La temporada 2022/2023 fue la primera de la historia del Club en Liga Española de Baloncesto Oro, la segunda competición nacional de baloncesto, tras el ascenso conseguido la anterior campaña. Durante el verano, el equipo sufre un importante crecimiento social duplicando el número de abonados respecto a la campaña anterior. La planificación deportiva del verano se afrontó con la renovación de gran parte del bloque que consiguió el éxito de la temporada anterior, y la incorporación de cuatro jugadores, así como la renovación del cuerpo técnico, el cuadro cántabro afronta una temporada ilusionante que comienza con seis victorias en pretemporada, alzándose con el I Memorial Nilo Merino en una final disputada ante el Bilbao Basket, equipo de Liga ACB, y posteriormente, el cuadro entrenado por David Mangas finaliza con una gran primera vuelta, acumulando nueve victorias y bordeando los puestos de play-off.
En la segunda vuelta, los problemas de lesiones sumados a una plantilla corta, son causa de alguna que otra derrota inesperada que no permite mantener los números de éxito de la primera vuelta, pero que no empañan una gran primera temporada en la categoría dorada del baloncesto español, en la que se consigue la permanencia con solvencia, de forma virtual desde el inicio de la segunda vuelta, y de forma matemática a falta de varias jornadas para el final. Este éxito supuso la renovación de David Mangas hasta 2025, aunque finalmente fue cesado en diciembre de 2024. Le sustituyó en el cargo su ayudante, Álex González.

## Presidentes
| Período   | Presidente      | Observaciones |
| --------- | --------------- | --- |
| 1999-2014 | Iván Amo        | Cofundador del club. Dimite en abril de 2014.                                                                             |
| 2014      | Samuel Romeo    | Nombrado en abril de 2014 y cesado en octubre de 2014 tras dejar al borde de la desaparición al club.                     |
| 2014-2015 | Alfonso Bringas | Nombrado en octubre de 2014, dimite en julio de 2015 tras lograr la permanencia y dotar de estabilidad económica al club. |
| 2015-2019 | Iván Amo        | Nombrado en julio de 2015, dimite en octubre de 2019.                                                                     |
| 2019-act. | Ulises Corona   | Nombrado en octubre de 2019.                                                                                              |

## Entrenadores
| Período   | Presidente                      | Observaciones                                                                 |
| --------- | ------------------------------- | ----------------------------------------------------------------------------- |
| 2007-2008 | Chisco Marañón                  | Primera Nacional. Ascenso deportivo a la Liga EBA.                            |
| 2008-2009 | Chisco Marañón                  | Liga EBA.                                                                     |
| 2009      | Chisco Marañón                  | Liga EBA. Abandona el club por motivos personales con la temporada iniciada.  |
| 2009-2010 | Joaquín Romano                  | Liga EBA.                                                                     |
| 2010-2011 | Joaquín Romano                  | Liga EBA. Fase de ascenso a LEB Plata.                                        |
| 2011-2012 | Joaquín Romano                  | Liga EBA. Fase de ascenso a LEB Plata.                                        |
| 2012      | Joaquín Romano                  | Liga EBA. Acuerdo mutuo de rescisión del contrato el 15 de diciembre de 2012. |
| 2012      | Javier Suárez-Olea              | Liga EBA. Dirige de forma interina un partido oficial.                        |
| 2012-2013 | Alberto Sáez Vela               | Liga EBA. Se incorpora el 30 de diciembre de 2012.                            |
| 2013-2014 | Dani García                     | Liga EBA.                                                                     |
| 2014-2015 | Dani García                     | Liga EBA.                                                                     |
| 2015-2016 | Chisco Marañón                  | Liga EBA.                                                                     |
| 2016-2017 | Rafa Pueyo                      | Liga EBA. Fase de ascenso a LEB Plata.                                        |
| 2017-2018 | Rafa Pueyo                      | Liga EBA. Fase de ascenso a LEB Plata.                                        |
| 2018      | Iñaki Merino                    | LEB Plata. Cesado tras la primera jornada.                                    |
| 2018-2019 | David Mangas                    | LEB Plata. Se incorpora en la segunda jornada. Fase de ascenso a LEB Oro.     |
| 2019-2020 | David Mangas                    | LEB Plata. Competición suspendida por la epidemia Covid-19.                   |
| 2020-2021 | David Mangas                    | LEB Plata. Play-off de ascenso a LEB Oro                                      |
| 2021-2022 | David Mangas                    | LEB Plata. Ascenso a LEB Oro. Campeón de Liga.                                |
| 2022-2023 | David Mangas                    | LEB Oro. Permanencia.                                                         |
| 2023-2024 | David Mangas                    | LEB Oro. Permanencia.                                                         |
| 2024      | David Mangas                    | Primera FEB. Cesado en diciembre de 2024.                                     |
| 2024-2025 | Alejandro González San Emeterio | Primera FEB.                                                                  |
| 2025-act. | Lolo Encinas                    | Primera FEB.                                                                  |

## Denominación legal
La entidad se fundó como «Agrupación Deportiva Estela de Baloncesto de Santander» el 29 de diciembre 1999 y se convirtió en club deportivo elemental el 12 de septiembre del 2007, con el nombre de «Club Deportivo Elemental Estela de Cantabria». Desde entonces y hasta su traslado a Torrelavega, fue citado frecuentemente como «Club Deportivo Estela».En 2023 se modificó la denominación legal a «Club Deportivo Elemental Grupo Alega Cantabria».

## Palmarés

### Títulos nacionales
| Competición            | Títulos           | Subcampeonatos    |
| ---------------------- | ----------------- | ----------------- |
| LEB Plata (1/0)        | 2021-22.          |                   |
| Liga EBA (2/0)         | 2016-17, 2017-18. |                   |
| Primera Nacional (0/2) |                   | 2004-05, 2005-06. |

### Títulos regionales
| Competición                     | Títulos     | Subcampeonatos |
| ------------------------------- | ----------- | -------------- |
| Copa Cantabria (2/0)            | 2016, 2019. | 2017.          |
| Torneo Nilo Merino (1/0)        | 2022.       |                |
| Torneo Virgen de Valencia (1/0) | 2022.       |                |

## Pabellón
A partir del 3 de marzo de 2020, el primer equipo del Club Deportivo Estela juega los partidos en el Pabellón Vicente Trueba de Torrelavega. Hasta 1997, la capacidad del Pabellón Vicente Trueba era de 2.688 localidades. Al producirse el ascenso del equipo a la ACB en 1997; el Ayuntamiento resolvió ágilmente la necesaria duplicación del aforo (5.375 localidades) , encargada a la empresa SIEC por 96.863.968 millones de pesetas (582.164,8 €). En el 2017 se desinstalaron las gradas supletorias y fueron trasladadas al Campo de Santa Ana de Tanos, por lo que la capacidad actual vuelve a ser de 2.688 localidades.
La cancha donde disputó sus encuentros oficiales como local el C. D. Estela de Cantabria hasta febrero de 2020 fue el Palacio de Deportes de Santander, situado en el Sardinero junto a los Campos de Sport del Sardinero y el Parque Atlántico de las Llamas. Fue el primer equipo de Cantabria que disputó un partido en el Palacio antes de la inauguración oficial. En los últimos años jugaron sus partidos oficiales los ya desaparecidos Teka Cantabria (balonmano) y Cantabria Lobos (baloncesto). Compartió la instalación municipal con el primer equipo de Cantbasket.
A lo largo de la historia el Club Deportivo Grupo Alega Cantabria ha disputado sus encuentros en el Pabellón Municipal de Numancia, Pabellón Municipal de Cueto, Pabellón Municipal de la Albericia y Pabellón del Colegio La Salle de Santander.

## Equipación
El equipo utilizaba camiseta roja y negra, con la estela cántabra en su parte delantera y pantalón rojo como primera equipación. La segunda equipación contaba con el mismo diseño pero negro y rojo. En la temporada 2021-22, la primera equipación pasó a ser totalmente verde al igual que la del Club Baloncesto Torredobra, con el que mantenía 
un convenio de colaboración, mientras que el rojo se mantuvo en su segunda vestimenta. Estos dos colores coinciden con los de la bandera de Torrelavega.
En la temporada 2022-2023, el Grupo Alega Cantabria comienza a utilizar los colores blanco y negro en sus equipaciones, en un guiño a algunos de sus patrocinadores principales. Actualmente, acompaña el negro de detalles rojos y verdes, colores representativos de la ciudad.

## Trayectoria
| Temporada | Categoría        | Nivel | Puesto | Balance | Playoff/Postemporada         |
| --------- | ---------------- | ----- | ------ | ------- | ---------------------------- |
| 2003–04   | Primera División | 5     | 4.º    | –       | Fase de ascenso              |
| 2004–05   | Primera División | 5     | 2.º    | –       | Fase de ascenso              |
| 2005–06   | Primera División | 5     | 2.º    | 10–4    | Fase de ascenso (2–4)        |
| 2006–07   | Primera División | 5     | 3.º    | –       | Fase de ascenso (1–5)        |
| 2007–08   | Primera División | 5     | —      | –       | Ascenso                      |
| 2008–09   | Liga EBA         | 4     | 7.º    | 15–13   |                              |
| 2009–10   | Liga EBA         | 4     | 8.º    | 17–17   |                              |
| 2010–11   | Liga EBA         | 4     | 3.º    | 14–8    | Fase ascenso (1–3)           |
| 2011–12   | Liga EBA         | 4     | 3.º    | 16–6    | Fase ascenso (3–1)           |
| 2012–13   | Liga EBA         | 4     | 10.º   | 9–13    |                              |
| 2013–14   | Liga EBA         | 4     | 6.º    | 10–12   |                              |
| 2014–15   | Liga EBA         | 4     | 4.º    | 17–9    |                              |
| 2015–16   | Liga EBA         | 4     | 3.º    | 19–7    |                              |
| 2016–17   | Liga EBA         | 4     | 1.º    | 23–3    | Fase de grupos (2–1)         |
| 2017–18   | Liga EBA         | 4     | 1.º    | 28–2    | Fase de grupos (1–2) Ascenso |
| 2018–19   | LEB Plata        | 3     | 4.º    | 13–9    | Grupo A1 (11.º, 7–15)        |
| 2019–20   | LEB Plata        | 3     | 2.º    | 13–9    | Grupo A1 (6.º, 6–7)          |
| 2020–21   | LEB Plata        | 3     | 2.º    | 19–7    | Semifinales                  |
| 2021–22   | LEB Plata        | 3     | 1.º    | 19–7    | Campeón Ascenso              |
| 2022–23   | LEB Oro          | 2     | 11.º   | 15–19   |                              |
| 2023–24   | LEB Oro          | 2     | 14.º   | 11–23   |                              |
| 2024–25   | Primera FEB      | 2     | 12.º   | 13–21   |                              |